# Manolis Korrés
Manolis o Emmanouil Korrés (en griego Μανόλης o Εμμανουήλ Κορρές, nacido en 1948) es un importante arquitecto restaurador griego, además de profesor de historia de la arquitectura en estudios de posgrado en la Universidad Politécnica Nacional de Atenas. Actualmente es jefe del Servicio de Restauración de la Acrópolis (YSMA) y miembro de la Academia de Atenas desde 2017. 

## Biografía
Emmanouil Korres nació en Kypseli, Atenas, Grecia en 1948. Creció en Kypseli hasta que se mudó a Melissia. Su padre era mecánico y procedía de la isla egea de Naxos. Es el hijo mediano de una familia de tres hijos. Su hermano Dimitris Korres es también arquitecto y creador del supercoche de Korres Project. 

## Carrera profesional
Estudió ingeniería arquitectónica en la Universidad Politécnica Nacional de Atenas (1972), realizó sus estudios de posgrado en la Universidad Técnica de Múnich (1975-77), obtuvo un doctorado en la Universidad Libre de Berlín (1991) y de la Universidad Técnica Nacional de Atenas (1992). Trabajó como ingeniero en el Servicio de Restauración de la Acrópolis de Atenas (1975 y 1977-1979) hasta que alcanzó el puesto de Jefe del Departamento de Restauraciones en la Dirección de Restauración de Monumentos Antiguos (1981). Luego fue elegido Jefe del Proyecto «Partenón» de la Dirección General de Antigüedades y Patrimonio Cultural del Ministerio de Cultura de Grecia (1983-1999). Luego alcanzó el puesto de profesor en NTUA (1999-2015). 
Ha enseñado arquitectura antigua, topografía histórica y restauración en la Universidad Nacional y Kapodistria de Atenas, la Universidad de Pensilvania, la Universidad de California en Berkeley y en universidades e instituciones de investigación en Europa, América y Asia. En concreto trabajó en Atenas en la restauración de Erecteón, el Templo de Dioniso, el Teatro de Dioniso y principalmente en el Partenón. También ha trabajado en el Teatro de Lindos y en el Templo de Apolo Epicurio en Basas. Es presidente del Consejo Arqueológico Central de Grecia, miembro del Instituto Arqueológico Alemán de Atenas y del Koldewey Gesellschaft. 
Su último trabajo, llenar la ciudad arqueológica de la Acrópolis con caminos de cemento, ha sido controvertido y provocado protestas y debate. 

## Reconocimientos
- Medalla de Bronce de la Academia de Atenas (1989)
- Medalla de plata de la Académie d'architecture (1995)
- Comandante de la Orden del Fénix (1998)
- Premio Humboldt (2003)
- Premio Internazionale di Archeologia, città di Ugento (Premio Zeus , 2006)
- Premio Internacional Feltrinelli de la Accademia dei Lincei, Roma (2013)
- Miembro de pleno derecho de la Academia de Atenas (2017)